# Nijō Mitsuhira
Nijō Mitsuhira (二条 光平 1624 – 1682?) fue un kuge (cortesano) que actuó de regente a comienzos de la era Edo. Fue hijo de Nijō Yasumichi.
Ocupó la posición de kanpaku del Emperador Go-Kōmyō y del Emperador Go-Sai entre 1653 y 1663 y sesshō del Emperador Reigen entre 1663 y 1664.
Entre sus hijos estaban Nijō Tsunahira y una consorte del tercer líder del Kōfu han Tokugawa Tsunashige.